# Arrebato
Arrebato é um filme de drama de Espanha de 1979, realizado por Iván Zulueta.

## Resumo
Um cineasta numa situação crítica procura com a ajuda de uma figura marginal pitoresca uma maneira de atingir o ponto máximo de êxtase. Ao estado que atinge chama-lhe "arrebato".

## Elenco
- Eusebio Poncela
- Will More
- Cecilia Roth
- Marta Fernández-Muro
- Luis Ciges